# إكرام راينيرز
إكرام راينيرز (من مواليد 19 ديسمبر 1995) هو لاعب كرة قدم جنوب إفريقي يلعب كمهاجم لفريق ماميلودي صن داونز في الدوري الجنوب إفريقي الممتاز. ومنتخب جنوب افريقيا.